# Endokarditida
Endokarditida je zánět vnitřní výstelky srdce – endokardu (lat. endocardium) a z endokardu tvořených srdečních chlopní. Může být infekčního původu nebo výjimečně neinfekčního.

## Infekční endokarditida
Při infekční endokarditidě dochází v důsledku bakteriémie k zasažení srdečních chlopní a tím dochází ke zhoršení jejich funkce. Letalita (úmrtnost) při endokarditidě se pohybuje od 10 % do 30 %. Léčba infekční endokarditidy je založena na podávání antibiotik, při výrazném poškození chlopně je nutná chirurgická plastika chlopní či náhrada postižené chlopně protézou.